# 西岡瑞穂
西岡 瑞穂（にしおか みずほ、1888年2月25日 - 1973年12月8日）は、日本の洋画家。

## 略歴
高知県安芸郡安田村（現・安田町）出身。高知県立第三中学校（現・高知県立安芸中学校・高等学校）、一年間の小学校代用教員を経て、1912年東京美術学校（現・東京芸術大学）図画師範科卒業。鹿児島県内の中学校教諭を経て、1913年長野県立諏訪中学校（現・長野県諏訪清陵高等学校・附属中学校）教諭。教え子に彫刻家清水多嘉示、洋画家高橋貞一郎がいる。長野県立諏訪高等女学校（現・長野県諏訪二葉高等学校）教諭。1919年長野県立野沢中学校（現・長野県野沢北高等学校）教諭。1920年旅順高等女学校教諭。1925年フランスへ留学。1928年帰国後は、長野県諏訪市を拠点に活動。1953年高知県に帰郷。1970年諏訪市へ戻る。1973年諏訪市にて逝去。

## パブリック・コレクション
- 市立岡谷美術考古館
- 諏訪市美術館

## 主な展覧会など
- 1930年、国画会展
- 1930年、聖徳太子奉賛美術展
- 1931年、国画会展
- 1952年、西岡瑞穂個展（諏訪市美術館）
- 1974年、西岡瑞穂遺作展
- 1980年、西岡瑞穂回顧展
- 1996年、西岡瑞穂展（ギャラリー82）
- 2007年、西岡瑞穂展（香美市立美術館）
- 2008年、生誕120年西岡瑞穂回顧展（まるみつ百貨店美術ギャラリー）
- 2017年、高知の洋画（高知県立美術館）
- 2019年、ふるさとの海・川・魚 西岡瑞穂の軌跡展（安田まちなみ交流館・和）[1]